# Zygaenosia restricta
Zygaenosia restricta là một loài bướm đêm thuộc phân họ Arctiinae, họ Erebidae.